# Callaeum macropterum
Callaeum macropterum là một loài thực vật có hoa trong họ Malpighiaceae. Loài này được (DC.) D.M.Johnson mô tả khoa học đầu tiên năm 1986.